# Nanni Moretti
Giovanni "Nanni" Moretti, född 19 augusti 1953 i Brunico, är en italiensk filmskapare och skådespelare. Han är internationellt känd bland annat för filmerna Caro diario (Kära dagbok) och La stanza del figlio (Ett rum i våra hjärtan). I sin ungdom spelade Moretti vattenpolo för Lazio.
Efter stort hemlighetsmakeri hade 2006 hans satirfilm Kajmanen (Il Caimano) premiär. Filmen handlar om Italiens tidigare president Silvio Berlusconi och premiären kom precis innan det italienska valet. Moretti har tidigare varit aktiv i vänsterrörelsen och bland annat hjälpt till att organisera protester mot Silvio Berlusconis högerregering.
2012 ledde han juryn vid Filmfestivalen i Cannes.

## Filmografi i urval
- 1977 – Padre padrone (skådespelare)
- 1981 – Sogni d'oro (regissör, manusförfattare, skådespelare)
- 1993 – Kära dagbok (regissör, manusförfattare, skådespelare, producent)
- 1998 – Aprile (regissör, manusförfattare, skådespelare, producent)
- 2001 – Ett rum i våra hjärtan (regissör, manusförfattare, skådespelare, producent)
- 2006 – Kajmanen - B-filmarens revansch (regissör, manusförfattare, producent)
- 2008 – Quiet Chaos (manusförfattare, skådespelare)
- 2011 – Vi har en påve! (regissör, manusförfattare, skådespelare, producent)
- 2015 – Mia Madre (regissör, manusförfattare, skådespelare, producent)